# Hyundai Santro
Der Hyundai Santro ist ein Kleinstwagen des südkoreanischen Autoherstellers Hyundai Motor Company, der in Indien verkauft wurde. Bereits der Hyundai Atos wurde bis 2014 als Hyundai Santro oder Hyundai Santro Xing verkauft. Zwischen Herbst 2018 und Frühjahr 2022 wurde der Santro als eigenständige Baureihe wieder in Indien gebaut.

## Geschichte
Marktstart auf dem indischen Markt war der 23. Oktober 2018. Bereits kurz vor dem Marktstart waren innerhalb von zwölf Tagen über 23.500 Online-Bestellungen eingegangen. Später gingen die Verkaufszahlen deutlich zurück, was wohl auf vergleichsweise hohe Preise und der steigenden Popularität von SUV zurückzuführen ist. Als Konkurrenzmodelle zum Santro galten unter anderem der Suzuki Celerio, der Tata Tiago und der Renault Kwid. In der Modellpalette war das Fahrzeug zwischen dem Hyundai Eon und dem Hyundai Grand i10 positioniert.

## Technische Daten
Der Kleinstwagen wird von einem 1,1-Liter-Vierzylinder-Ottomotor mit 51 kW (69 PS) angetrieben. Serienmäßig verfügte er über ein 5-Gang-Schaltgetriebe, optional war ein 5-Stufen-Automatikgetriebe erhältlich. Gegen Aufpreis war der Santro außerdem als Erdgasfahrzeug zu kaufen.
| Kenngrößen                                  | 1.1                        |
| Bauzeitraum                                 | 10/2018–05/2022            |
| Motorkenndaten                              |                            |
| Motortyp                                    | R4-Ottomotor               |
| Hubraum                                     | 1086 cm³                   |
| max. Leistung                               | 51 kW (69 PS) bei 5500/min |
| max. Drehmoment                             | 99 Nm bei 4500/min         |
| Kraftübertragung                            |                            |
| Antrieb, serienmäßig                        | Vorderradantrieb           |
| Getriebe, serienmäßig                       | 5-Gang-Schaltgetriebe      |
| Getriebe, optional                          | 5-Stufen-Automatikgetriebe |
| Messwerte                                   |                            |
| Höchstgeschwindigkeit                       | 156 km/h                   |
| Beschleunigung, 0–100 km/h                  | 14,5 s                     |
| Kraftstoffverbrauch auf 100 km (kombiniert) | 4,9 l Super                |
| Tankinhalt                                  | 35 l                       |